# Premis Cóndor de Plata 2020
L'Asociación de Cronistas Cinematográficos de la Argentina va anunciar el 31 de març de 2020 les nominacions per a la 68a edició dels Premis Cóndor de Plata 2020, que reconeixerà a les millors pel·lícules argentines estrenades durant 2019. A causa de l'epidèmia de coronavirus aquests premis seran lliurats en una data sense determinar de 2021 juntament amb els corresponents a 2020.
Van ser avaluades 223 pel·lícules argentines estrenades entre l'1 de gener i el 31 de desembre de 2019 en el circuit comercial i alternatiu de la Ciutat Autònoma de Buenos Aires.
A partir d'aquesta edició s'incorpora el Premi a la Millor Pel·lícula en coproducció amb l'Argentina, el Premi María Luisa Bemberg a una dona destacada dins de la indústria audiovisual, el Premi Leonardo Favio a una personalitat masculina rellevant i el Premi Salvador Sammaritano a un crític de cinema que no formi part del ACCA.

## Guanyadors i nominats
Indica el guanyador dins de cada categoria, mostrat al principi i ressaltat en negretes.
| Millor pel·lícula | Millor director |
| --- | --- |
| - Breve historia del planeta verde – Santiago Loza - El cuidado de los otros – Mariano González - La afinadora de árboles – Natalia Smirnoff - Las buenas intenciones – Ana García Blaya - Los sonámbulos – Paula Hernández - Muere, monstruo, muere – Alejandro Fadel                                                            | - Alejandro Fadel – Muere, monstruo, muere - Ana García Blaya – Las buenas intenciones - Mariano González – El cuidado de los otros - Paula Hernández – Los sonámbulos - Santiago Loza – Breve historia del planeta verde - Natalia Smirnoff – La afinadora de árboles |
| Millor opera prima | Millor pel·lícula documental |
| - Ausencia de mí – Melina Terribili - Buenos Aires al Pacífico – Mariano Donoso - Encandilan luces, viaje psicotrópico con Los Síquicos Litoraleños – Alejandro Gallo Bermúdez - Foto estudio Luisita – Sol Miraglia i Hugo Manso - La Feliz, continuidades de la violencia – Valentín Javier Diment - Que sea ley – Juan Solanas | - Ciegos – Fernando Zuber - La botera – Sabrina Blanco - Las buenas intenciones – Ana García Blaya - Las facultades – Eloísa Solaas - Magalí – Juan Pablo Di Bitonto - Pistolero – Nicolás Galvagno |
| Millor pel·lícula en coproducció amb Argentina | Cóndor de Plata a la Millor pel·lícula Iberoamericana |
| - Así habló el cambista – Federico Veiroj () - Hogar – Maura Delpero () - Los tiburones – Lucía Garibaldi () - Matar a un muerto – Hugo Giménez () - Monos – Alejandro Landes () | - Arabia – João Dumans i Affonso Uchoa () - Belmonte – Federico Veiroj () - Dolor y gloria – Pedro Almodóvar () - Pájaros de verano – Ciro Guerra i Cristina Gallego () - Santiago, Italia – Nanni Moretti () |
| Millor Curtmetratge de Ficció | Millor Curtmetratge Documental |
| - La medallita – Martín Aietta - La siesta – Federico Luis Tachella - Monstruo Dios – Agustina San Martín - Un oscuro día de injusticia – Daniela Fiore i Julio Azamor - Una cabrita sin cuernos – Sebastián Dietsch | - Blue Boy – Manuel Abramovich - Cairo Affaire – Mauro Andrizzi - El brazo de Whatsapp – Martín Farina - Los rugidos alejan la tormenta – Santiago Reale - Playback, ensayo para una despedida – Agustina Comedi |
| Millor actriu | Millor actor |
| - Paola Barrientos – La afinadora de árboles com Clara - Belén Blanco – La deuda com Mónica - Sofía Gala Castiglione – El cuidado de los otros com Luisa - Mercedes Morán – Sueño Florianópolis com Lucrecia - Érica Rivas – Los sonámbulos com Luisa                                                                             | - Esteban Bigliardi – Muere, monstruo, muere com David - Javier Drolas – Las buenas intenciones com Gustavo - Gustavo Garzón – Sueño Florianópolis com Pedro - Marcelo Subiotto – Ciegos com Marco - Tomás Wicz – Los miembros de la familia com Lucas |
| Millor actriu de repartiment | Millor actor de repartiment |
| - Eva Bianco – Vigilia en agosto - Laila Maltz – Los miembros de la familia com Gilda - Leonor Manso – La deuda com Mujer - Soledad Silveyra – Los adoptantes com Miriam - Jazmín Stuart – Las buenas intenciones com Cecilia | - Sebastián Arzeno – Las buenas intenciones com Néstor - Diego Cremonesi – La afinadora de árboles com Ariel - Rafael Federman – Los sonámbulos com Alejo - Nicolás Mateo – Baldío com Hilario - Luis Ziembrowski – Los sonámbulos com Emilio |
| Millor Revelació femenina | Millor Revelació masculina |
| - Ornella D'Elia – Los sonámbulos com Ana - Romina Escobar – Breve historia del planeta verde com Tania - Amanda Minujín – Las buenas intenciones com Amanda - Rita Pauls – Vigilia en agosto com Magda - Nicole Rivadero – La botera com Tati                                                                                    | - Alfonso Barón – Un rubio com Juan - Valentino Catania – Delfín com Delfín - Walter Javier – Hombres de piel dura com Ariel - Benicio Mutti Spinetta – Ciegos com Juan - Tomás Raimondi – Cartero com Tomás Raimondi - Gastón Re – Un rubio com Gabriel |
| Millor guió original | Millor guió adaptat |
| - Mateo Bendesky – Los miembros de la familia - Marco Berger – Un rubio - Alejandro Fadel – Muere, monstruo, muere - Ana García Blaya – Las buenas intenciones - Santiago Loza – Breve historia del planeta verde - Natalia Smirnoff – La afinadora de árboles                                                                    | - Sebastián Borensztein i Eduardo Sacheri per La odisea de los giles basat en la novel·la “La noche de la usina” d’Eduardo Sacheri - Leonel D’Agostino per El hijo, basat en la novel·la “Una madre protectora” de Guillermo Martínez - Macarena García Lenzi i Martín Blousson per Piedra, papel y tijera, basat en l’obra teatral Sangre de mi sangre de Macarena García Lenzi                                                                                        |
| Millor Fotografia | Millor Muntatge |
| - Julián Apezteguia i Manuel Rebella – Muere, monstruo, muere - Iván Gierasinchuk – Los sonámbulos - Eduardo Pinto – La sabiduría - Diego Poleri – La deuda - Soledad “Yarará” Rodríguez – Las buenas intenciones | - Iair Michel Attias i Lorena Moriconi – Breve historia del planeta verde - Delfina Castagnino i Susana Leunda – El cuidado de los otros - Andrés Estrada – Muere, monstruo, muere - Valeria Racioppi – La afinadora de árboles - Rosario Suárez – Los sonámbulos |
| Millor direcció artística | Millor vestuari |
| - Laura Caligiuri – Muere, monstruo, muere - Daniel Gimelberg – La odisea de los giles - Marlene Lievendag – Las buenas intenciones - Axel Monsú – Un gauchito Gil - Sebastián Roses – Bruja | - Florencia Caligiuri – Muere, monstruo, muere - Luca Da Cruz – Un gauchito Gil - Delfina de la Cárcova – Bruja - Flavia Gaitán – Las buenas intenciones - Julio Suárez – La odisea de los giles |
| Millor música original | Millor cançó original |
| - Axel Krygier – Badur Hogar - Alex Nante – Muere, monstruo, muere - Santiago Palenque – Los miembros de la familia - Ripe Banana Skins – Las buenas intenciones - Abel Tortorelli – La deuda | - I’ll Be Waiting For Your Love per Los adoptantes – Lletra i música: Pedro Onetto; Intèrpret: Kevin Johansen - Ladrona de Tampoco tan grandes – Lletra i música Sergei Grosny; Intèrpret: Paula Reca - Nachoxodem de Bruja – Letra e intèrpret: Charo Bogarín; Música: Pablo Sala - Ruta 666 de 4×4 – Lletra, música i intèrpret: Dante Spinetta - Un salto al vacío de Amor de pel·lícula – Letra y música: Tomás Putruele; Intèrpret: Natalie Pérez i Tomás Putruele |
| Millor maquillatge i caracterització | Millor so |
| - Marisa Amenta y Malvina Mariani – La odisea de los giles - Cintia Español – La sabiduría - Angela Garacija – Bruja - Alberto Moccia – Muere, monstruo, muere - Eugenia Sangalli – Las buenas intenciones | - Tiago Bello i Nahuel Palenque – Breve historia del planeta verde - Santiago Fumagalli – Muere, monstruo, muere - Martín García Blaya – Las buenas intenciones - Sebastián González – Pistolero - Rodrigo Ortiz y Omar Jadur – La sabiduría |